# ميشيل دي كاستيلنو
ميشيل دي كاستيلنو، سيور دي لا موفيسيير (حوالي 1520-1592) كان جنديًا فرنسيًا ودبلوماسيًا، وسفيرًا للملكة إليزابيث. كتب مذكرات تغطي الفترة ما بين عامي 1559 و1570.

## حياته
ولد في لا موفيسيير (التي هي اليوم جزء من نوفي-لو-روا، إندر-إي-لوار)، تورين حوالي عام 1520. هو ابن جان دي كاستيلنو وجان دوميسنيل، فرد من عائلة مكونة من تسعة أطفال. كان جده، بيير دي كاستيلنو، خيّالًا لدى لويس الثاني عشر.
متمتعًا بذكاء واضح ونافذ وقوة ذاكرة ملحوظة، تلقى تعليمًا جيدًا، توج بالسفر إلى إيطاليا وإقامة طويلة في روما. قضى بعض الوقت في مالطا وبعد ذلك دخل الجيش. كانت أولى تجاربه مع الحرب في الحملات الفرنسية في إيطاليا. كسب بسبب قدراته وشجاعته صداقة وحماية شارل، الكاردينال دي لورين، الذي أخذه في خدمته.
في عام 1557، منح قيادة في البحرية، واقترح الكاردينال تنصيبه فارسًا، إلا أنه رفض هذا المنصب، ثم انضم مجددًا إلى الجيش الفرنسي في بيكاردي. كلفه القائد آن دو مونتمورنسي بمهام دقيقة تتطلب اللباقة والحكمة. حاز أداؤه للمهام على رضىً كبير لدرجة أن الملك، هنري الثاني، أرسله إلى اسكتلندا برسائل إلى ماري دي غيز، والدة ماري، ملكة الاسكتلنديين، التي كانت مخطوبة للدوفين (الذي أصبح فيما بعد فرانسيس الثاني).
من اسكتلندا انتقل إلى إنجلترا في عام 1559، وتفاوض مع الملكة إليزابيث بشأن مطالباتها على كاليه، وتم التوصل إلى تسوية خلال مؤتمر لو كاتو-كامبريزي. بعد ذلك، أرسل سفيرًا إلى أمراء ألمانيا، بهدف إقناعهم بسحب دعمهم من البروتستانت. تلت هذه السفارة مهمات إلى مارغريت حاكمة هولندا، وإلى سافوي، ثم إلى روما، لمعرفة آراء البابا بولس الرابع بخصوص فرنسا. بسبب وفاة بولس قبل وصوله، استخدم كاستيلنو نفوذه لصالح انتخاب بيوس الرابع. بعد عودته إلى فرنسا، دخل البحرية مرة أخرى، وخدم تحت رعاية راعيه السابق. كان من حسن حظه، في نانت، اكتشاف أولى علامات مؤامرة أمبواز، التي أبلغ عنها فورًا للحكومة.
بعد وفاة فرانسيس الثاني في ديسمبر 1560، رافق ماري، ملكة اسكتلندا، إلى اسكتلندا. ظل معها لمدة عام، خلال هذه الفترة، أجرى رحلات إلى إنجلترا في محاولة لإحلال الصلح بين ماري والملكة إليزابيث. النصائح الحكيمة والمعتدلة التي قدمها للأولى لم تُلقى أذنًا صاغية.
في عام 1562، نتيجة للحرب الأهلية في فرنسا، عاد إلى هناك. سُخّر ضد البروتستانت في بريتاني، وأسر في اشتباك معهم وأرسل إلى هافر، لكن تم تبادله بعد ذلك بوقت قصير. وسط العواطف المتحمسة لأبناء وطنه، حافظ كاستيلنو، الذي كان كاثوليكيًا رومانيًا صادقًا، على ضبط النفس والاعتدال الحكيمين، وبنصائحه قدم خدمة قيمة للحكومة. خدم في حصار روان، تميز في معركة درو، احتل تانكارفيل، وساهم في عام 1563 في استعادة هافر من الإنجليز.

## إنجلترا واسكتلندا خلال ستينات القرن السادس عشر
خلال العشر سنوات التالية، توظف كاستيلنو في مهام مهمة متعددة: أولًا إلى الملكة إليزابيث للتفاوض بشأن السلام. في مارس 1564، زار كاستيلنو اسكتلندا لتشجيع ماري، ملكة اسكتلندا على الزواج من دوق فرنسي. بعد زواج ماري من لورد دارنلي في يوليو 1565، انخرط في الاستجابات الدبلوماسية لمشاكلها خلال مداهمة تشيساباوت وزارها في قصر هوليرود. عاد إلى إدنبرة بعد مقتل ديفيد ريتسيو. ذهب لرؤية ماري، ملكة اسكتلندا، في قلعة إدنبرة في أبريل 1566. كانت حاملًا عندها.

## معارك الدين
أُرسل كاستيلنو إلى دوق ألبا، الحاكم الجديد لهولندا. في هذه المناسبة، اكتشف المشروع الذي شكّله الأمير دي كوندي والأدميرال كوليني للاستيلاء على الحكم ودحر العائلة المالكة في مونسو (1567). بعد معركة سان دوني، أُرسل مرة أخرى إلى ألمانيا لطلب المساعدة ضد البروتستانت؛ كرّم على خدماته بمنحه منصب حاكم سانت-ديزييه وفوجًا من الجنود. على رأس فوجه، شارك في معارك جارناك ومونكونتور.